# 蘭嶼柿
蘭嶼柿（学名：Diospyros kotoensis），達悟語：Kanarem，为柿樹科柿屬下的一个种。

## 扩展阅读
- 維基物種上的相關：蘭嶼柿